# Gran Premi Kooperativa
El Gran Premi Kooperativa era una cursa ciclista d'un dia que es disputava a Eslovàquia. Creada el 2004, l'any següent va formar part del calendari de l'UCI Europa Tour, fins al 2009 quan va desaparèixer.

## Palmarès
| Any  | Vencedor          | Segon              | Tercer            |
| ---- | ----------------- | ------------------ | ----------------- |
| 2004 | Laszlo Garamszegi | Martin Prázdnovský | Stanislav Kozubek |
| 2005 | Piotr Przydział   | František Raboň    | Kairat Baigudinov |
| 2006 | Peter Velits      | Jure Kocjan        | Radoslav Rogina   |
| 2007 | Kristjan Fajt     | René Andrle        | Marcin Sapa       |
| 2008 | Esad Hasanovic    | Nebojša Jovanović  | Artur Detko       |
| 2009 | Peter Sagan       | Oleksandr Sheydyk  | Rupert Probst     |